# Alberto Moreno
Alberto Moreno Pérez (wym. [alˈβerto moˈɾeno ˈpeɾeθ], ur. 5 lipca 1992 w Sewilli) – hiszpański piłkarz występujący na pozycji obrońcy we włoskim klubie Como oraz w reprezentacji Hiszpanii.

## Kariera klubowa

### Sevilla
Moreno rozpoczął swoją piłkarską karierę w Sevilli. Swój pierwszy sezon w seniorskim futbolu spędził w trzecioligowym zespole rezerw. 8 kwietnia 2012 roku zadebiutował w barwach pierwszej drużyny podczas przegranego 0:1 spotkania ligowego z Athletikiem Bilbao, zmieniając w 78. minucie Manu del Morala.
W lutym 2013 roku Moreno został na stałe przesunięty do kadry pierwszego zespołu, zaś 4 października przedłużył swój kontrakt z klubem do 2018 roku. 20 października 2013 roku podczas zremisowanego 2:2 meczu z Realem Valladolid zdobył swoją pierwszą bramkę w barwach Sevilli. 14 maja 2014 roku zwyciężył wraz z klubem w rozgrywkach Ligi Europy, występując przez pełne 120. minut w wygranym po rzutach karnych finale z portugalską Benfikę.

### Liverpool
12 sierpnia 2014 roku Sevilla uzgodniła z angielskim Liverpoolem warunki transferu Moreno. Z tego też powodu zawodnik nie wystąpił w przegranym 0:2 meczu o Superpuchar Europy z Realem Madryt. Cztery dni później Moreno podpisał z Liverpoolem długoterminowy kontrakt i został oficjalne zaprezentowany jako nowy zawodnik.

## Kariera reprezentacyjna
W 2013 roku Moreno wraz z reprezentacją Hiszpanii do lat 21 zajął pierwsze miejsce na młodzieżowych Mistrzostwach Europy. 4 października 2013 roku został powołany do seniorskiej kadry na spotkanie eliminacyjne do Mistrzostw Świata 2014 z Gruzji. 15 października zadebiutował w pierwszej reprezentacji, występując przez cały wygrany 2:0 mecz. Znalazł się w szerokiej kadrze powołanej przez Vicente del Bosque na Mistrzostwa Świata 2014, ostatecznie jednak na turniej nie pojechał.

## Statystyki kariery
Aktualne na dzień 7 stycznia 2019 r.
| Klub               | Sezon              | Liga               | Liga  | Liga   | Puchar kraju | Puchar kraju | Puchar ligi | Puchar ligi | Europa | Europa | Inne  | Inne   | Suma  | Suma   |
| Klub               | Sezon              | Liga               | Mecze | Bramki | Mecze        | Bramki       | Mecze       | Bramki      | Mecze  | Bramki | Mecze | Bramki | Mecze | Bramki |
| ------------------ | ------------------ | ------------------ | ----- | ------ | ------------ | ------------ | ----------- | ----------- | ------ | ------ | ----- | ------ | ----- | ------ |
| Sevilla B          | 2010/11            | Segunda División B | 0     | 0      | —            | —            | —           | —           | —      | —      | 1     | 0      | 1     | 0      |
| Sevilla B          | 2011/12            | Segunda División B | 30    | 3      | —            | —            | —           | —           | —      | —      | —     | —      | 30    | 3      |
| Sevilla B          | 2012/13            | Segunda División B | 19    | 3      | —            | —            | —           | —           | —      | —      | —     | —      | 19    | 3      |
| Sevilla B          | Ogólnie            | Ogólnie            | 49    | 6      | 0            | 0            | 0           | 0           | 0      | 0      | 1     | 0      | 50    | 6      |
| Sevilla FC         | 2011/12            | Primera División   | 1     | 0      | 0            | 0            | —           | —           | 0      | 0      | —     | —      | 1     | 0      |
| Sevilla FC         | 2012/13            | Primera División   | 15    | 0      | 2            | 0            | —           | —           | —      | —      | —     | —      | 17    | 0      |
| Sevilla FC         | 2013/14            | Primera División   | 29    | 3      | 1            | 0            | —           | —           | 14     | 0      | —     | —      | 44    | 3      |
| Sevilla FC         | Ogólnie            | Ogólnie            | 45    | 3      | 3            | 0            | 0           | 0           | 14     | 0      | 0     | 0      | 62    | 3      |
| Liverpool          | 2014/15            | Premier League     | 28    | 2      | 4            | 0            | 2           | 0           | 7      | 0      | —     | —      | 41    | 2      |
| Liverpool          | 2015/16            | Premier League     | 32    | 1      | 0            | 0            | 5           | 0           | 13     | 0      | —     | —      | 50    | 1      |
| Liverpool          | 2016/17            | Premier League     | 12    | 0      | 3            | 0            | 3           | 0           | —      | —      | —     | —      | 18    | 0      |
| Liverpool          | 2017/18            | Premier League     | 16    | 0      | 1            | 0            | 0           | 0           | 10     | 0      | —     | —      | 27    | 0      |
| Liverpool          | 2018/19            | Premier League     | 2     | 0      | 1            | 0            | 1           | 0           | 1      | 0      | —     | —      | 5     | 0      |
| Liverpool          | Ogólnie            | Ogólnie            | 90    | 3      | 9            | 0            | 11          | 0           | 31     | 0      | 0     | 0      | 141   | 3      |
| Ogólnie w karierze | Ogólnie w karierze | Ogólnie w karierze | 184   | 12     | 12           | 0            | 11          | 0           | 45     | 0      | 1     | 0      | 253   | 12     |

## Sukcesy

### Sevilla
- Liga Europy: 2013/14

### Hiszpania
- Mistrzostwo Europy do lat 21: 2013